# Сермерсоок
Сермерсоок (гренл. Kommuneqarfik Sermersooq) — один із чотирьох муніципалітетів (комун) Ґренландії, що з'явився внаслідок введення нового адміністративного поділу країни 1 січня 2009 року. Станом на січень 2010 населення муніципалітету становить 21 232 особи.
Сермерсоок — єдина ґренландська комуна, що межує з усіма іншими адміністративними одиницями Ґренландії. Розташована на південному сході острова, на заході її береги омиває Море Лабрадор, а на сході — Данська протока.  

## Міста та поселення
- Арсук
- Ісорток
- Іттоккортоорміїт (Скоресбісунд)
- Канґіліннґуак (Ґреннедал)
- Капісілліт
- Кекертарсуатсіаат
- Кулусук (Кап Дан)
- Куумміїт
- Нуук (Ґотгоб)
- Пааміут (Фредеріксгоб)
- Серміліґаак
- Тасіїлак (Аммассалік)
- Тінітекілаак